# Polygala rupicola
Polygala rupicola är en jungfrulinsväxtart som beskrevs av Ferdinand von Hochstetter och Steud.. Polygala rupicola ingår i släktet jungfrulinssläktet, och familjen jungfrulinsväxter. Inga underarter finns listade i Catalogue of Life.